# Jozef Vercoullie
Jozef Vercoullie (Oostende, 20 april 1857 - Gent, 4 februari 1937) was een Belgisch hoogleraar, politicus voor de LP en voorzitter van het Willemsfonds.

## Levensloop
Vercoullie groeide op in West-Vlaanderen als zoon van een kleermaker. Na studies aan de normaalschool in Luik werd hij in 1883 docent aan het Gentse atheneum en de Gentse normaalschool. In 1892 werd hij hoogleraar aan de Gentse universiteit, waar hij 35 jaar lang neerlandistiek en vergelijkende grammatica doceerde. Hij zette zich in voor de verspreiding van het Algemeen Beschaafd Nederlands.
Vercoullie was als Vlaamsgezinde liberaal een medestander van Paul Fredericq. Hij zetelde in de Gentse gemeenteraad van 1911 tot 1921, en in de Oost-Vlaamse provincieraad van 1902 tot 1912. Na de Eerste Wereldoorlog werd hij in 1919 nationaal voorzitter van het Willemsfonds, en bleef dit tot zijn overlijden in 1937. Hieraan voorafgaand was hij van 1891 tot 1919 secretaris van deze organisatie.
De Jozef Vercoulliestraat in Gentbrugge en in Oostende brengen zijn naam in herinnering.

## Publicaties
- Spraakleer van het West-Vlaemsch dialect, 1883.
- Beknopt etymologisch woordenboek der Nederlandse taal, 1890.
- Nederlandse spraakkunst, 1894.
- De Taal der Vlamingen, 1923.
- De Diersage en Reinaert de Vos, 1925.
- Algemeen Nederlands-Frans en Frans-Nederlands Woordenboek, 1927.